# ALSA (busbedrijf)

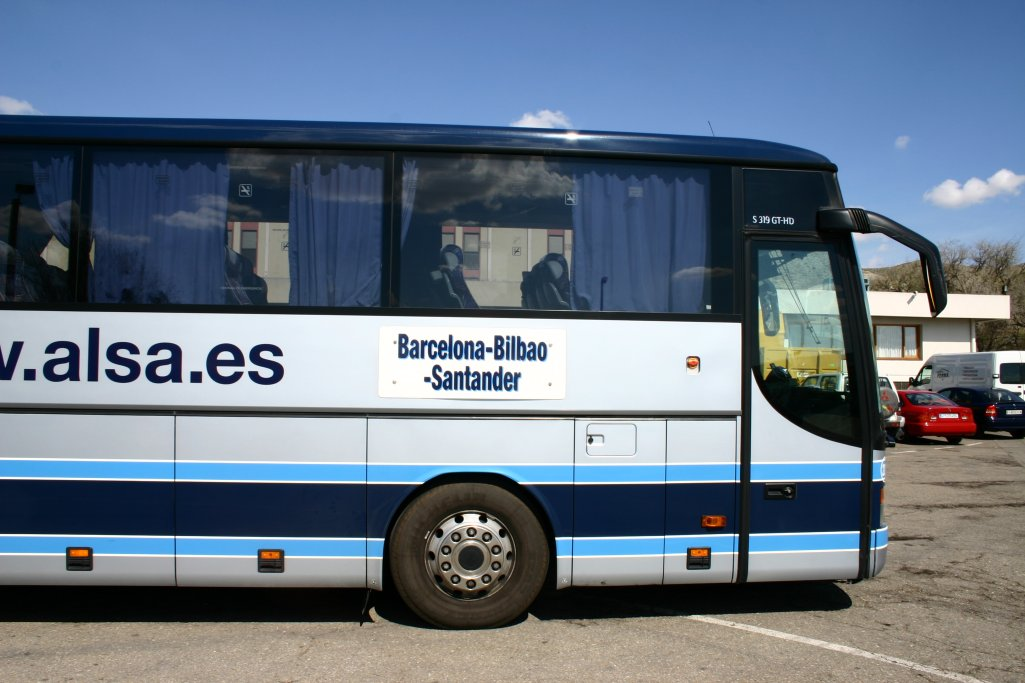
Een bus van ALSA

ALSA is een merknaam en was oorspronkelijk een Spaans busbedrijf. Tegenwoordig heeft het een internationaal netwerk van langeafstandsbuslijnen door heel Europa en in Marokko.
ALSA heeft een groot busnetwerk van lange-afstandsbussen in Spanje. Het bedrijf heeft ongeveer 1300 bussen.

## Geschiedenis
In oktober 2005 nam National Express een meerderheid in ALSA, en behield de merknaam ALSA. De toenmalige activiteiten van ALSA in Chili en de China werden niet mee overgenomen.
National Express nam ook ALSA's belangrijkste Spaanse concurrent Continental Auto over in 2007.